# Imstyčovo
Imstyčovo, česky také Imstyčevo, ukrajinsky Імстичово, do roku 1995 Імстичеве, maďarsky Misztice, je obec v bilkyvské vesnické komunitě, v okrese Chust, v Zakarpatské oblasti Ukrajiny. V roce 2001 zde žilo 2 729 obyvatel.

## Historie
První písemná zmínka o obci pochází z roku 1351. Před uzavřením Trianonské smlouvy byla obec součástí Uherska. Poté byla součástí první československé republiky; byl zde obecní notariát. Od roku 1945 byla obec součástí Ukrajinské sovětské socialistické republiky, která byla součástí SSSR, a nakonec od roku 1991 je součástí samostatné Ukrajiny.V roce 1995 byl název obce změněn na Imstyčovo.

## Pamětihodnosti
V obci, na potoce Bystryj, je starý vodní mlýn.

### Církevní stavby
Obec má tři kostely, kterým se lidově říká dolní, střední a horní kostel. Spodní je zasvěcen Narození svaté Matky Boží, horní patří k imstyčovskému monastýru.

#### Imstyčovský monastýr
Imstyčovský monastýr řádu svatého Basila Velikého je ukrajinskou národní kulturmí památkou. Pochází z 18. století.